# An Wang
Dr. An Wang (Chinees:王安, Hanyu pinyin: Wáng Ān; Shanghai, 7 februari 1920 - 24 maart 1990) was een Chinees-Amerikaanse informaticus en uitvinder. Hij was mede-oprichter van Wang Laboratories.
Wang maakte in zijn geboorteplaats Shanghai de Tweede Wereldoorlog en de Japanse bezetting door. In 1945 emigreerde hij naar de Verenigde Staten. Daar werkte hij in de jaren 1950 onder Howard Aiken aan het Harvard University. Hij was mede-uitvinder van verschillende technologieën aangaande computers. Samen met een schoolvriend uit China (Wai-Dong Woo) ontwikkelde hij het besturingsapparaat voor pulsoverdracht, een vroege vorm van magnetisch kerngeheugen. Woo werd ziek voor hen octrooi verleend werd en Wang verkocht zijn octrooi aan IBM voor 50.000 dollar. Met dit geld zette hij Wang Laboratories op. Hij verkocht een derde van het bedrijf aan textielproducent Warner Swasey voor nog eens $50.000 werkkapitaal.
Wangs voornaamste partner bij Wang Laboratories was een andere schoolvriend van hem, Dr. Ge-Yao Chu. In de jaren 70 bouwden ze samen vroege tekstverwerkers. Dr. Chu, van huis uit een elektrotechnicus, bleek ook een uitmuntend werktuigbouwkundige en paste een oude typemachine aan ten behoeve van de tekstverwerker. Een ingebouwde cassetterecorder kon tekstbestanden opslaan en teruglezen. Deze bestanden konden bewerkt en afgedrukt worden — hierbij liep de typemachine automatisch, zonder menselijke tussenkomst, als printer. In die dagen was de personal computer nog niet ontwikkeld en een simpele tekstverwerker was al een bijzonder handig apparaat om te hebben. De Wang-machines hadden echter een nadeel: ze waren vreselijk duur. Toch kregen ze ten minste één beroemde klant: Stephen King.
Wang Laboratories werd opgezet in Tewksbury in Massachusetts en verhuisde later naar Lowell in dezelfde staat. Op zijn hoogtepunt had Wang 30.000 man in dienst. Toen Wang in 1986 besloot zich wat terug te trekken, stond hij erop het bedrijf over te doen aan zijn zoon Fred Wang. Dat viel niet goed en het bedrijf begon slechter te lopen. UIteindelijk moest Wang zijn zoon ontslaan (in 1989). Desondanks liet Wang bij zijn overlijden in 1990 aan kanker een indrukwekkend technisch imperium na. Daarnaast was ook zijn filantropische nalatenschap aanzienlijk.
Wang bleek een technisch vernuft te zijn, maar geen goed zakenman. De meeste aankopen van Wang Laboratories onder zijn leiding waren mislukkingen. 
Wang woonde met zijn tweede vrouw Loraine in Lincoln, Massachusetts, waar zij nog altijd woont. Ze hadden drie kinderen: Fred, Courtney (die in Dallas een internetbedrijfje heeft) en Juliet (een medisch technicus die op de ambulance rijdt).